# 옥수수맥주

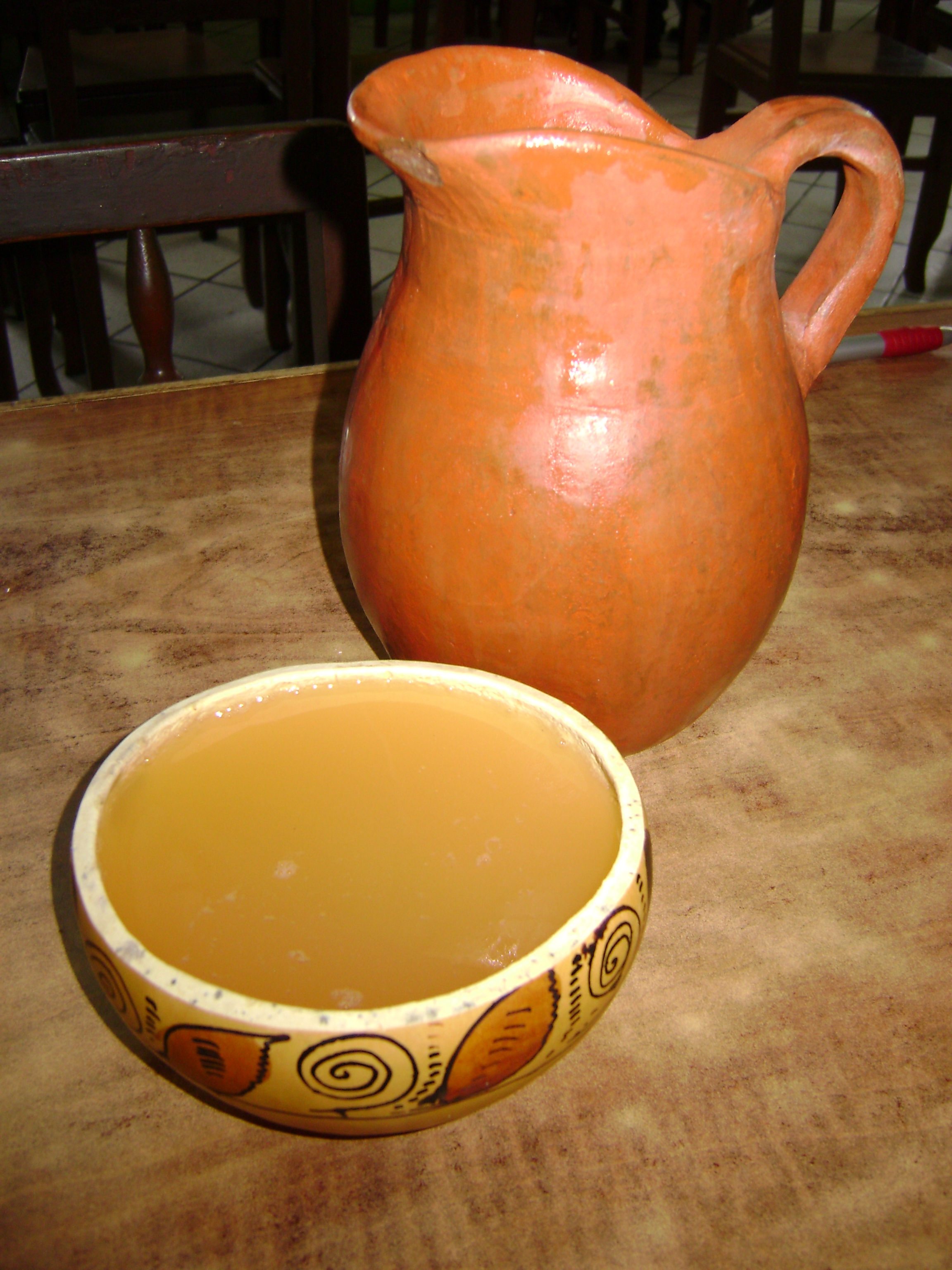
페루의 치차 데 호라.

옥수수맥주(corn beer)란 옥수수를 부가물로 넣어 양조한 맥주다. 남미 안데스산맥 일대에 널리 퍼진 치차 데 호라가 대표적이다.